# غريس فيلد
غريس فيلد (بالإنجليزية: Grace Field) (28 مارس 1994 بكانبرا في أستراليا - ) هي لاعبة كرة قدم أسترالية في مركز الدفاع. لعبت مع كانبيرا يونايتد.

## وصلات خارجية
- غريس فيلد على موقع قاعدة بيانات كرة القدم.إي يو (الإنجليزية)